# Salto (natación)

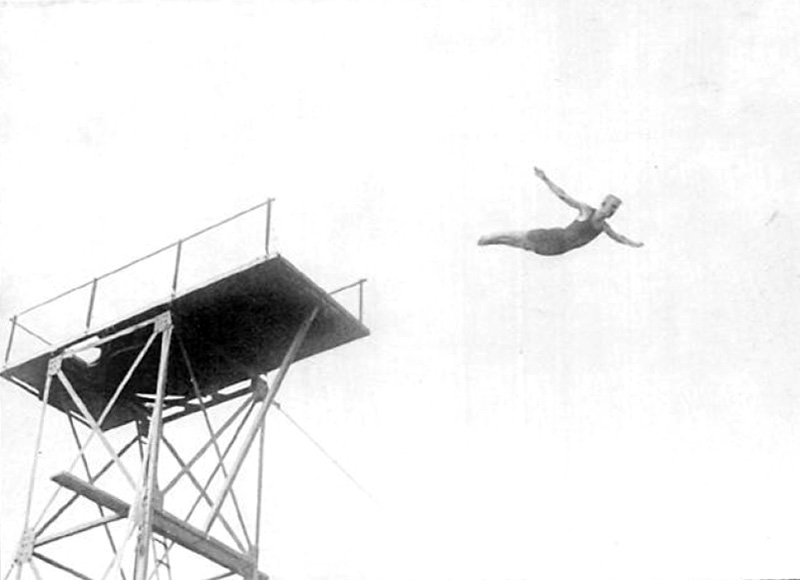
Saltador de trampolín. Juegos Olímpicos de Londres, 1908.

El salto o clavado (en plural, saltos ornamentales) es una forma de deporte o entretenimiento, que consiste en lanzarse al agua de una piscina, lago, río o del mar desde algún punto fijo o vibrátil. El punto fijo puede ser la orilla del cuerpo de agua, una roca, montículo, peña, acantilado o incluso un puente muy cercanos al agua o sobre ella, en el caso de sitios naturales o no adaptados para deporte, y una plataforma o la orilla de la piscina en caso de sitios sí adaptados para ello. El punto vibrátil puede ser un trampolín en el caso de sitios adaptados, incluso se puede dejar caer desde una cuerda tendida entre las orillas del cuerpo de agua.[cita requerida]
En el caso de una piscina, la misma suele tener una profundidad considerable (5,4 metros, por lo que se le llama «fosa») a fin de evitar accidentes, dada la distancia de salto de hasta 10 metros.[cita requerida]

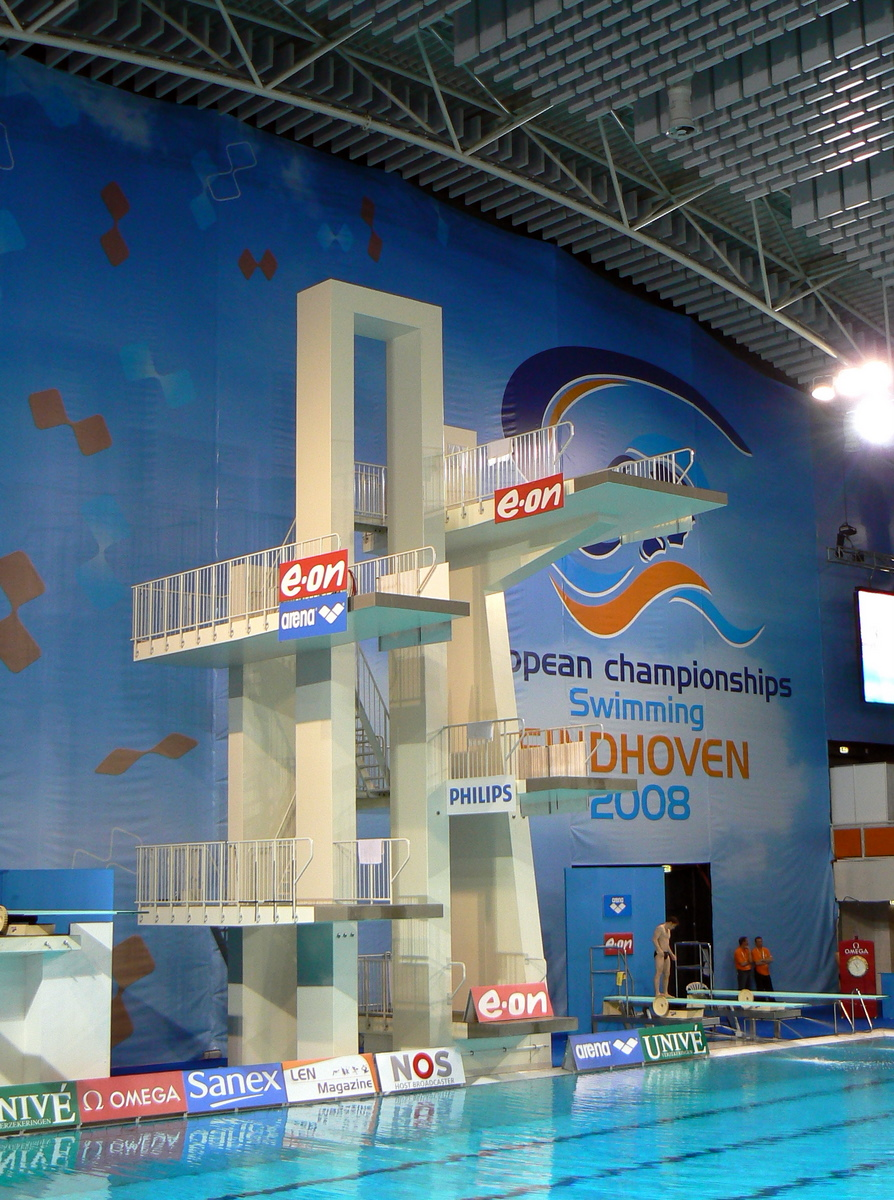
Una torre de trampolines para realizar saltos. La de la imagen es la que se utilizó en los Campeonatos de Europa de 2008 que tuvieron lugar en Eindhoven.

## Historia
Las competiciones de saltos se remontan a la antigua Grecia. Se realizaban lanzándose al mar desde las costas del Peloponeso y de las islas Eólicas. Los cretenses también nos dejaron vestigios de que se hacían competiciones de saltos en el mar.
Existen imágenes que nos muestran de qué manera se efectuaban algunos saltos en la antigüedad.
Los Juegos Olímpicos acogieron por primera vez a los saltos de trampolín como disciplina en 1904. Fue en San Luis y solo participaron varones y con dos tipos de saltos: normales y variedad. Las mujeres tuvieron que esperar hasta los Juegos Olímpicos de Estocolmo en 1912..
Los saltos de trampolín se empezaron a desarrollar como resultado del avance de la gimnasia en la Europa del siglo XIX.
En la copa del Mundo de 1995 debutaron oficialmente los saltos sincronizados y en Sídney 2000 se estrenaron como disciplina olímpica.
La Federación Internacional de Natación es la encargada de regular las normas de las competiciones de saltos, así como de celebrar periódicamente competiciones y eventos.

## Salto de competición
La mayoría de las competiciones de saltos de trampolín constan de tres disciplinas: trampolines de 1 m y 3 m, y plataforma. Los competidores se dividen por sexos y, a veces, por grupos de edad. En las pruebas de plataforma, los competidores pueden realizar sus saltos desde las torres de cinco, siete y medio (generalmente llamadas simplemente siete), nueve o diez metros. En las grandes competiciones de saltos, como los Juegos Olímpicos y los Campeonatos del Mundo, los saltos de plataforma se realizan desde una altura de 10 metros.
Los clavadistas tienen que realizar un número determinado de inmersiones de acuerdo con los requisitos establecidos, incluidos saltos mortales y giros. Los clavadistas son juzgados en función de si han completado bien todos los aspectos de la inmersión, la conformidad de su cuerpo con los requisitos de la inmersión y la cantidad de salpicaduras creadas por su entrada en el agua. Una puntuación posible sobre diez se desglosa en tres puntos para el despegue (es decir, el obstáculo), tres para el vuelo (la inmersión propiamente dicha) y tres para la entrada (la forma en que el saltador golpea el agua), con uno más disponible para dar flexibilidad a los jueces.
La puntuación bruta se multiplica por un factor de grado de dificultad, derivado del número y la combinación de movimientos intentados. El buceador con la puntuación total más alta tras una secuencia de saltos es declarado ganador.

## Tipos de saltos
Los saltos se dividen en 6 grupos:

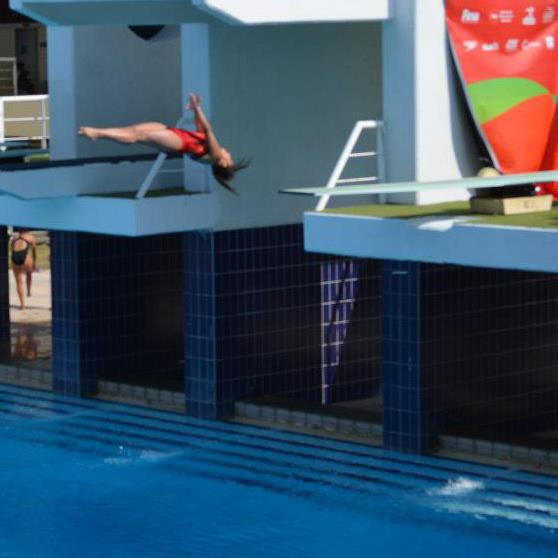
Clavado inverso en cualquier posición. Boca del Río, Veracruz Vera

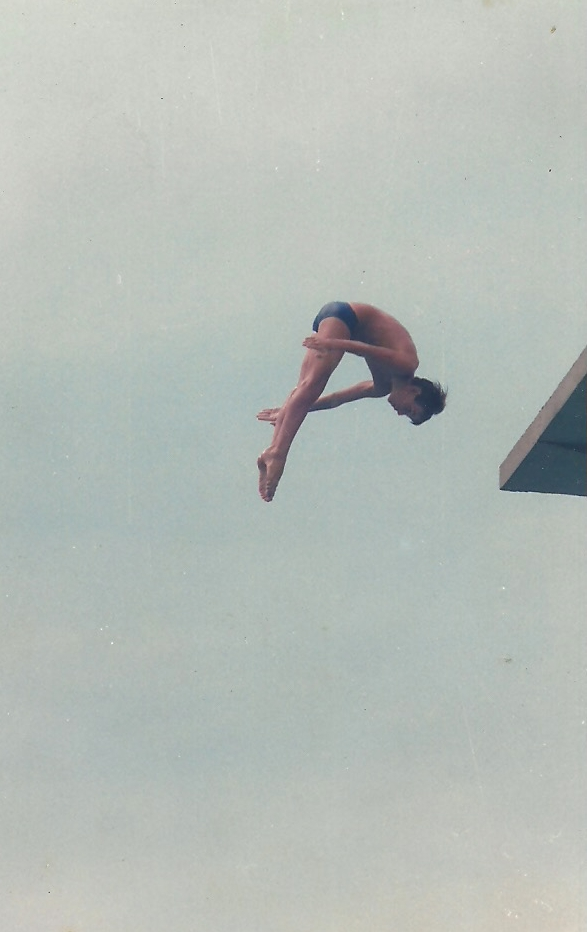
Salto hacia adentro desde la plataforma de 10 m, Polideportivo Las Delicias, Venezuela.

1. Hacia delante. De frente al vacío y la rotación de la caída debe ser en la misma dirección.
2. Hacia atrás. De espalda al vacío y la rotación de la caída debe ser en la misma dirección.
3. Inverso. De frente al vacío y la rotación de caída debe ser hacia el trampolín o la plataforma; a este tipo de salto se le llama también Holandés.
4. Hacia dentro. De espalda al vacío y la rotación de caída debe ser hacia el trampolín o la plataforma.
5. Con giros. Cualquiera de los grupos anteriores que incluya giros sobre el eje cabeza-pies del saltador excepto los de manos; a estos saltos se les llama también piruetas o saltos con giros.
6. Desde equilibrio de mano (paradademanos). Cualquiera de los grupos anteriores con la particularidad de que el saltador estará, antes de saltar, apoyado sobre sus manos. Sólo puede efectuarse desde la plataforma.

Los saltos pueden ser con diferentes posiciones corporales:
- A = El cuerpo totalmente extendido, las piernas juntas y los brazos sobre la cabeza, a la altura de los hombros o pegados al cuerpo según el momento de la caída (estirado).
- B = El cuerpo doblado por la cintura con las piernas extendidas y los brazos extendidos o sujetando los muslos (carpado).
- C = El cuerpo doblado por la cintura con las piernas dobladas por las rodillas y los brazos sujetando las espinillas (encogido).
- D = El cuerpo en cualquiera de las posiciones anteriores y en ocasiones, cuando el cuerpo está estirado una mano queda sobre la cabeza y la otra sobre el pecho como consecuencia del impulso para girar en el tirabuzón.

La altura del trampolín puede ser de uno o tres metros en los Campeonatos Mundiales y solo de tres metros en las Olimpiadas. La plataforma es de diez metros en ambas justas, aunque también existen plataformas de uno, tres, cinco y siete y medio metros, que generalmente son usadas para competiciones de categorías inferiores o para entrenar los saltos que después se harán en la plataforma de diez metros.
Los jueces al calificar el salto toman en cuenta 6 aspectos:
1. Aproximación. El cuerpo estará recto, la cabeza erguida y los brazos extendidos en cualquier posición.
2. El impulso o despegue. El salto será controlado, equilibrado y potente al momento del despegue. El salto debe ser alto con la finalidad de terminar lo más arriba posible para que luzca. En caso de que el salto sea de un trampolín, se calificará también el llamado estribo (caminata e impulso sobre el trampolín).
3. Elevación. Se considerará la altura a la que el saltador llegue.
4. Ejecución. Se trata de evaluar el salto en sí mismo, analizando la técnica, la posición, los giros, etc.
5. Entrada en el agua. Deberá ser vertical con el cuerpo recto, los pies juntos y los brazos estirados más allá de la cabeza. Salpicará lo menos posible al entrar en el agua. Una mala caída puede ser objeto de penalización.
6. Dificultad. Esto tiene que ver con el número de giros, posiciones y tirabuzones realizados durante el vuelo y el tipo de salto.

En los saltos sincronizados se tendrá en cuenta, aparte de lo anterior, que ambos saltadores tengan una elevación, coordinación de los movimientos y ángulos de entrada en el agua lo más parecida posible.

## Mecánica del salto

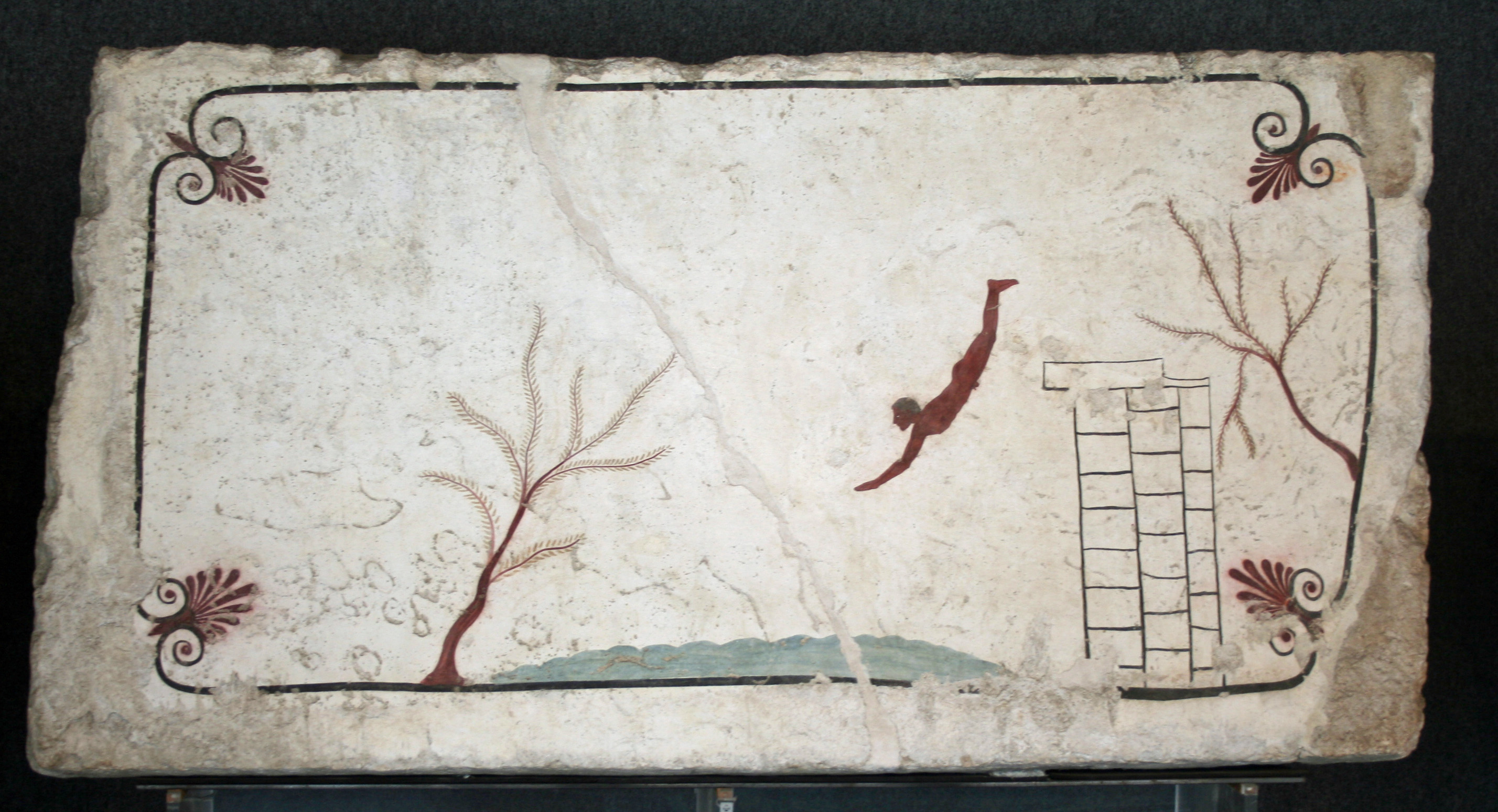
Tumba del buzo, Paestum, Italia, un fresco griego fechado en el 470 a. C.

En el momento del despegue, se determinan dos aspectos críticos de la inmersión, que no pueden alterarse posteriormente durante la ejecución. Uno es la trayectoria de la inmersión y el otro la magnitud del momento angular.
La velocidad de rotación -y, por tanto, la cantidad total de rotación- puede variar de un momento a otro cambiando la forma del cuerpo, de acuerdo con la ley de conservación del momento angular.
El centro de masa del buceador sigue una trayectoria parabólica en caída libre bajo la influencia de la gravedad (sin tener en cuenta los efectos de la resistencia del aire, que son despreciables a las velocidades en cuestión).

### Trayectoria
Dado que la parábola es simétrica, el recorrido que se aleja de la tabla a medida que el buceador pasa por ella es el doble del recorrido hacia delante en el punto álgido del vuelo. Una distancia excesiva hacia delante hasta el punto de entrada se penaliza a la hora de puntuar una inmersión, pero evidentemente una distancia adecuada del trampolín es esencial por motivos de seguridad.
La mayor altura posible que se pueda alcanzar es deseable por varias razones
- la altura alcanzada es en sí misma uno de los factores que los jueces premiarán.
- una mayor altura proporciona un mayor tiempo de vuelo y, por tanto, más tiempo para ejecutar las maniobras.
- para cualquier espacio libre al pasar el tablero, la distancia de avance hasta el punto de entrada será menor para una trayectoria más alta.

### Control de la rotación
La magnitud del momento angular se mantiene constante durante toda la inmersión, pero como
momento angular = velocidad de rotación × momento de inercia
y el momento de inercia es mayor cuando el cuerpo tiene un radio mayor, la velocidad de rotación puede aumentarse moviendo el cuerpo hacia una forma compacta, y reducirse abriéndolo hacia una posición recta.
Dado que la forma replegada es la más compacta, ofrece el mayor control sobre la velocidad de rotación, y las inmersiones en esta posición son más fáciles de realizar. Las inmersiones en posición recta son las más difíciles, ya que casi no hay posibilidad de alterar la velocidad, por lo que el momento angular debe crearse en el despegue con un grado muy alto de precisión. (Se dispone de una pequeña cantidad de control al mover la posición de los brazos y al ahuecar ligeramente la espalda).
La apertura del cuerpo para la entrada no detiene la rotación, sino que simplemente la ralentiza. La entrada vertical que consiguen los buceadores expertos es en gran medida una ilusión creada al comenzar la entrada ligeramente por debajo de la vertical, de modo que las piernas están verticales al desaparecer bajo la superficie. Se puede conseguir una pequeña cantidad de ajuste adicional mediante técnicas de "ahorro de entrada", por las que los movimientos subacuáticos de la parte superior del cuerpo y los brazos contra la viscosidad del agua afectan a la posición de las piernas.

### Giros

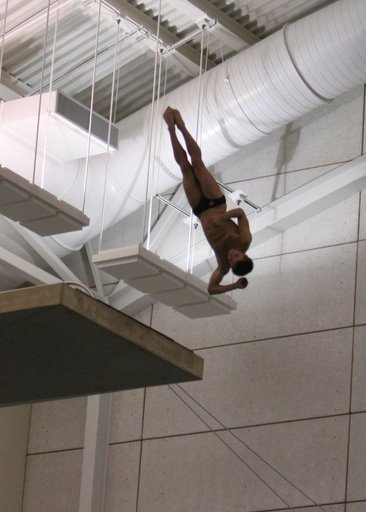
Un salto con giros realizada desde una plataforma de 10 metros.

Las inmersiones con múltiples giros y volteretas son algunos de los movimientos más espectaculares, así como los más difíciles de realizar.
El reglamento establece que la torsión "no debe generarse manifiestamente en el despegue". Por lo tanto, los buceadores deben utilizar parte del impulso angular del salto mortal para generar movimientos de torsión. La física de la torsión puede explicarse observando los componentes del vector de momento angular.
Cuando el buceador sale de la tabla, el vector de momento angular total es horizontal, apuntando directamente a la izquierda para una inmersión hacia delante, por ejemplo. Para que exista una rotación de torsión, es necesario inclinar el cuerpo lateralmente después del despegue, de modo que ahora hay un pequeño componente de este vector de momento angular horizontal a lo largo del eje largo del cuerpo. La inclinación puede verse en la foto.
La inclinación la realizan los brazos, que están extendidos hacia los lados justo antes del giro. Cuando un brazo se mueve hacia arriba y el otro hacia abajo (como si se tratara de un gran volante), el cuerpo reacciona inclinándose hacia un lado, lo que inicia la rotación de torsión. Una vez completado el número necesario de giros, el movimiento de los brazos se invierte (el volante vuelve a girar), lo que elimina la inclinación del cuerpo y detiene la rotación de torsión.
Una explicación alternativa es que los brazos en movimiento tienen un par de precesión sobre ellos que pone al cuerpo en rotación de torsión. Al mover los brazos hacia atrás se produce un par de torsión opuesto que detiene la rotación de torsión.

### Entrada en el agua
Las reglas establecen que el cuerpo debe estar vertical, o casi, para la entrada. Estrictamente hablando, es físicamente imposible lograr una posición literalmente vertical durante toda la entrada, ya que inevitablemente habrá algún momento de rotación mientras el cuerpo entra en el agua. Por lo tanto, los buceadores intentan crear la ilusión de estar verticales, especialmente cuando realizan movimientos de salto mortal múltiple de rotación rápida. Para las entradas de espalda, una técnica es permitir que la parte superior del cuerpo entre ligeramente por debajo de la vertical para que la rotación continua deje la impresión final de que las piernas entran verticalmente. Esto se denomina "salvar la pica". Otra técnica consiste en utilizar los movimientos de "salvamento de rodilla", que consisten en meter la parte superior del cuerpo bajo el agua en la dirección de la rotación para contrarrestar la rotación de las piernas.
Los brazos deben estar al lado del cuerpo para las inmersiones con los pies por delante, que normalmente se compiten sólo en el trampolín de 1 metro y sólo en niveles bastante bajos de trampolín de 3 metros, y extendidos hacia delante en la línea para las inmersiones "con la cabeza por delante", que son mucho más comunes competitivamente. Antes era habitual que las manos estuvieran entrelazadas con los dedos extendidos hacia el agua, pero en las últimas décadas se ha favorecido una técnica diferente. Ahora la práctica habitual es que una mano agarre la otra con las palmas hacia abajo para golpear el agua con una superficie plana. Esto crea un vacío entre las manos, los brazos y la cabeza que, con una entrada vertical, tirará hacia abajo y por debajo de cualquier salpicadura hasta que sea lo suficientemente profunda como para tener un efecto mínimo en la superficie del agua (la llamada "entrada rasgada").
Se debe procurar que la caída siempre sea en posición vertical. Normalmente suele ser de cabeza en competiciones de hasta 10 metros, mientras que en los clavados de altura suele ser de pie. En todo caso, caer horizontalmente confronta prolemas tales como: salpicadura excesiva, riesgo de lesiones y ser objeto de penalizaciones (generalmente restarle puntos al atleta).
Una vez que el buceador está completamente bajo el agua, puede optar por rodar o hacer una cucharada en la misma dirección en la que giraba su inmersión para llevar las piernas a una posición más vertical. Aparte de las consideraciones estéticas, es importante desde el punto de vista de la seguridad que los buceadores refuercen el hábito de rodar en el sentido de la rotación, especialmente para las entradas hacia delante y hacia dentro. Se producen lesiones de espalda, como la hiperextensión, al intentar volver a la superficie en la dirección contraria. Las inmersiones desde los niveles más altos aumentan el peligro y la probabilidad de tales lesiones.

## Salto sincronizado

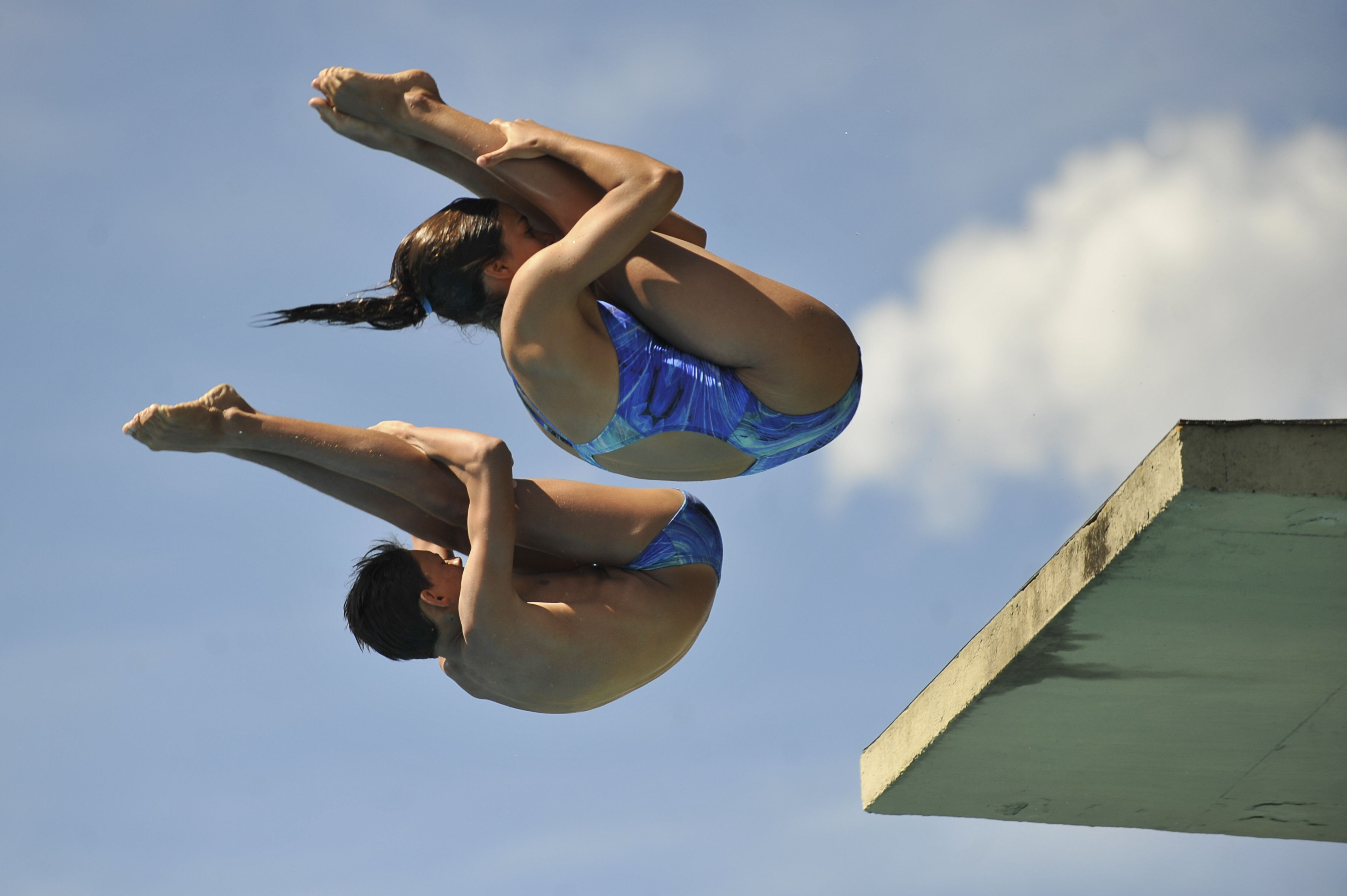
Un hombre y una mujer realizan clavados sincronizados en Brasil, 2014.

El salto sincronizado se adoptó como deporte olímpico en 2000. Dos clavadistas forman un equipo y realizan inmersiones simultáneamente. Las inmersiones son idénticas. Antes era posible realizar inmersiones opuestas, también conocidas como "molinete", pero esto ya no forma parte del salto sincronizado de competición. Por ejemplo, un saltador realizaría una inmersión hacia delante y el otro hacia dentro en la misma posición, o uno haría un movimiento al revés y el otro hacia atrás. En estas pruebas, los clavados se juzgarían tanto por la calidad de la ejecución como por la sincronía, en el momento del salto y la entrada, la altura y durante el desplazamiento.

## Seguridad
A pesar del riesgo aparente, la incidencia estadística de lesiones en entrenamientos supervisados y competiciones es extremadamente baja.
La mayoría de los accidentes que se clasifican como "relacionados con el salto" son incidentes causados por personas que saltan desde estructuras como puentes o muelles a aguas de profundidad inadecuada. Muchos accidentes también se producen cuando los saltadores no tienen en cuenta las rocas y troncos que hay en el agua. Por ello, muchas playas y piscinas prohíben bucear en aguas poco profundas o cuando no hay socorrista.
Tras un incidente ocurrido en Washington en 1993, la mayoría de los constructores de piscinas estadounidenses y de otros países son reacios a equipar una piscina residencial con un trampolín de saltos, por lo que las piscinas de saltos domésticas son mucho menos comunes en la actualidad. En el incidente, Shawn Meneely, de 14 años, hizo un "salto suicida" (con las manos a los lados, de modo que su cabeza golpeó primero el fondo) en una piscina privada y quedó tetrapléjico. Los abogados de la familia, Jan Eric Peterson y Fred Zeder, demandaron con éxito al fabricante del trampolín, al constructor de la piscina y al National Spa and Pool Institute (NSPI) por la profundidad inadecuada de la piscina. El NSPI había especificado una profundidad mínima de 2,29 m (7 pies y 6 pulgadas) que resultó insuficiente en este caso. La piscina en la que se zambulló Meneely no estaba construida conforme a las normas publicadas. Las normas habían cambiado después de que el propietario instalara el trampolín en la piscina. Pero los tribunales sostuvieron que la piscina "se acercaba lo suficiente" a las normas como para responsabilizar al NSPI. El multimillonario pleito se resolvió finalmente en 2001 por 6,6 millones de dólares (8 millones si se añaden los intereses) a favor del demandante. El NSPI fue declarado responsable, y el caso le causó problemas financieros. Se acogió dos veces al Capítulo 11 de protección por quiebra y se reorganizó con éxito en una nueva asociación de la industria de la piscina.
En el buceo de competición, la FINA toma medidas reglamentarias para garantizar que los atletas estén protegidos de los peligros inherentes a este deporte. Por ejemplo, impone restricciones según la edad a las alturas de las plataformas desde las que pueden competir los clavadistas.
- Grupo D (11 años y menos): 5 m
- Grupo C (12/13 años): 5 m y 7,5 m
- Grupo B (14/15 años): 5 m, 7,5 m y 10 m
- Grupo A (16/18 años): 5 m, 7,5 m y 10 m

Desde hace poco, los clavadistas del Grupo D pueden competir en la torre. En el pasado, este grupo de edad sólo podía competir en trampolín, para disuadir a los niños de asumir los mayores riesgos del salto desde la torre. La torre del Grupo D se introdujo para contrarrestar el fenómeno de los entrenadores que empujan a los jóvenes saltadores a competir en categorías de mayor edad, exponiéndolos así a un riesgo aún mayor.
Sin embargo, algunos saltadores pueden saltar con seguridad en categorías de edad superiores para saltar en plataformas más altas.  Esto suele ocurrir cuando los saltadores avanzados del Grupo C desean competir en los 10 m.
Puntos sobre la profundidad de las piscinas en relación con la seguridad:
- La mayoría de las piscinas de competición tienen 5 m de profundidad para la plataforma de 10 m y 4 m de profundidad para la plataforma de 5 m o el trampolín de 3 m.  Estas son actualmente las profundidades mínimas recomendadas por la FINA, aunque algunas piscinas son más profundas. La piscina más profunda de Europa se encuentra en  Ponds Forge International Sports Centre a 5,85 m.
- Al zambullirse desde 10 metros y mantener una posición aerodinámica hacia abajo, da como resultado que se necesitan unos 4,5-5 metros hasta detenerse.
- Los saltadores de competición de alto nivel rara vez se sumergen más de 2,5 m por debajo de la superficie, ya que ruedan en la dirección de rotación del salto. Esta es una técnica para producir una entrada limpia.
- intentar hacer la trayectoria bajo el agua en contra de la rotación es extremadamente desaconsejable, ya que puede causar graves lesiones de espalda.
- Golpear el agua en plano desde 10 m hace que el saltador se detenga en unos 30 cm (1 ft). Esta desaceleración extrema provoca graves contusiones tanto internas como externas, distensiones en el tejido conjuntivo que sujeta los órganos y posibles hemorragias leves en los pulmones y otros tejidos. Es muy doloroso y angustioso, pero no pone en peligro la vida.